# Hans Kok (politicus)
Hans Kok (Hengelo (O), 31 januari 1951) is een Nederlands oud-politicus.
Hij studeerde Nederlandse Taal- en Letterkunde aan de Rijksuniversiteit Groningen en haalde zijn Master aan de California University in Los Angeles. Van 1976 tot 1996 was hij leraar Nederlands en opleidingscoördinator aan de Vooropleiding Hoger Beroepsonderwijs in Enschede. Hij kwam in 1989 in de gemeenteraad van Hengelo namens de PvdA. Van 1994 tot 1998 was hij portefeuillehouder afval en milieu van het Kaderwetgebied Regio Twente. Vanuit die functie was hij president-commissaris van de AVI bv en statutair directeur.
In 1998 werd Kok wethouder Hart van Zuid, Economische Zaken, Ruimtelijke Ordening en Verkeer en Mondiaal Beleid in de gemeente Hengelo. In 2002 kreeg hij de portefeuilles Hart van Zuid, Milieu, Ruimtelijke Ordening, Emancipatiebeleid, Minderheden beleid en Mondiaal Beleid en van 2006 tot 2008 de portefeuilles Hart van Zuid, Huis voor Europa, Stationsomgeving/WTC, Volkshuisvesting, Stedelijke Vernieuwing, Verkeer en Vervoer, herstructurering Berflo Es en Brouwerijterrein. Ook maakte hij negen jaar deel uit van het Dagelijks Bestuur van de Euregio en van de Regio Twente. In 2008 werd hij lid van het Comité van de Regio's van de Europese Unie (tot 2011) en van 2010 tot 2016 voorzitter van de Euregio Mozer Commissie.
Per 1 januari 2008 werd hij benoemd tot burgemeester van de gemeente Hof van Twente als opvolger van Ank Bijleveld die staatssecretaris werd. In 2008 werd Kok twee keer getroffen door een hartaanval. Na een open-hartoperatie zette hij zijn werk voort in september van dat jaar. In 2011 besloot hij mede op basis van medisch advies, zijn functie als burgemeester neer te leggen, de koningin verleende hem daarop per 8 februari 2011 eervol ontslag.
Naast voorzitter van Humanitas Twente (2012-2020) en lid van de Ledenraad is hij sinds 2016 voorzitter van het Nederlandse Rode Kruis District Twente tot februari 2024. In januari 2019 is hij benoemd tot ambassadeur voor de Global Goodwill Ambassadors (GGA), een wereldwijd netwerk van >15.000 vrijwilligers in >200 landen. Van juli 2020 tot juli 2021 was hij voorzitter van de Stichting Humanis Twente en vanaf november 2020 is hij voorzitter van de Stichting Weekendschool/Toppers op Zondag in Twente. Daarenboven is hij sinds 2021 lid van Former CoR-members, de voormalige leden van het Comité van de Regio's van het Europees Parlement.
- Virtual International Authority File: 5223155191941482440005
- WorldCat: E39PBJrRghQ6hRQB4XJbVj86Kd